# 재폭설시분
《우리가 만난 겨울》(在暴雪时分)은 2024년 방송되었던 중국의 드라마이다.

## 줄거리
- 과거 천재 프로 스누커 선수였던 린이양과 인기 나인볼 선수 인궈는 10년에 한 번 만날 수 있는 폭설이 내리는 밤에 만났다. 한때 센세이션을 불러일으켰던 스누커 천재 린이양은 한 경기에서 심판의 판정에 이의를 제기해 항의했다가 출전 금지를 당하게 되었다. 인궈의 등장 때문에 린이양의 인생을 다시 바꾸었다. 린이양은 인궈의 영향을 받아 꿈을 되찾고 다시 스누커 경기장에 섰다.

## 등장 인물
- 우레이 - 린이양 역
- 자오진마이 - 인궈 역
- 왕성월 (王星越) - 멍샤오동 역
- 정소영 (丁笑滢) - 린린 역
- 진정가 (陈靖可) - 장양 역
- 동자범 (董子凡) - 우웨이 역
- 왕윤택 (王润泽) - 리칭옌 역
- 한동림 (韩东霖) - 천안안 역
- 왕모희 (王玥晞) - 리우시란 역
- 왕가선 (王佳璇) - 멍샤오티엔 역